# Landesgartenschau Ellwangen 2026
Die Landesgartenschau Ellwangen 2026 ist eine für das Jahr 2026 in Vorbereitung befindliche Landesgartenschau in der Stadt Ellwangen im Ostalbkreis in Baden-Württemberg. Sie soll unter dem Motto „Ellwangen an die Jagst!“ vom 24. April bis zum 4. Oktober 2026 auf einem 26 ha großen Gelände stattfinden.